# Edward L. Stokes
Edward Lowber Stokes (* 29. September 1880 in Philadelphia, Pennsylvania; † 8. November 1964 in Newtown Square, Pennsylvania) war ein US-amerikanischer Politiker. Zwischen 1931 und 1935 vertrat er den Bundesstaat Pennsylvania im US-Repräsentantenhaus.

## Werdegang
Edward Stokes besuchte die öffentlichen Schulen seiner Heimat und danach die St. Paul’s School in Concord (New Hampshire). Danach war er für einige Zeit bei einem Konzern angestellt. Später arbeitete er in der Investmentbranche. Gleichzeitig schlug er als Mitglied der Republikanischen Partei eine politische Laufbahn ein. Im Jahr 1930 kandidierte er erfolglos für das Repräsentantenhaus von Pennsylvania.
Nach dem Tod des Abgeordneten George Scott Graham wurde Stokes bei der fälligen Nachwahl für den zweiten Sitz von Pennsylvania als dessen Nachfolger in das US-Repräsentantenhaus in Washington, D.C. gewählt, wo er am 3. November 1931 sein neues Mandat antrat. Nach einer Wiederwahl konnte er bis zum 3. Januar 1935 im Kongress verbleiben. Seit 1933 vertrat er dort als Nachfolger von Robert Lee Davis den sechsten Wahlbezirk seines Staates. Seine Zeit als Kongressabgeordneter war von der großen Weltwirtschaftskrise überschattet. Seit 1933 wurden die ersten der New-Deal-Gesetze der Roosevelt-Regierung verabschiedet.
Im Jahr 1934 verzichtete Stokes auf eine erneute Kongresskandidatur. Stattdessen bewarb er sich um das Amt des Gouverneurs von Pennsylvania, wurde aber von seiner Partei nicht nominiert. Ansonsten arbeitete er bis zu seinem Ruhestand im Jahr 1955 als Investmentbanker. 1950 strebte er erfolglos die Rückkehr in den Kongress an. Zwei Jahre später scheiterte seine Kandidatur für das Amt des Bürgermeisters von Philadelphia. Edward Stokes verbrachte seinen Lebensabend in Newtown Square, einer Ortschaft im Delaware County, wo er am 8. November 1964 verstarb.